# Karl Friedrich Schinkel
Karl Friedrich Schinkel (Neuruppin, 13 de março de 1781 – Berlim, 9 de outubro de 1841) foi um pintor, urbanista e o mais notável arquiteto do neoclassicismo na Prússia.

## Carreira
Schinkel foi aluno, em Berlim, de David Gilly e de seu filho Friedrich Gilly, com quem desenvolveu uma forte amizade. Fez sua primeira viagem à Itália em 1803 e retornou à capital prussiana em 1805, quando começou a trabalhar como pintor.
Após a derrota de Napoleão, Schinkel supervisionou da comissão de construção prussiana, quando foi responsável pela reforma da cidade de Berlim para transformá-la numa capital representativa para a Prússia, além de supervisionar os projetos dos territórios onde ela havia se expandido: Renânia e Königsberg. Foi também o responsável pelo desenho da Cruz de Ferro.
Está sepultado no Dorotheenstädtischer Friedhof em Berlim.

## Pinturas

Pinturas de Karl Friedrich Schinkel
Catedral gótica, 1813
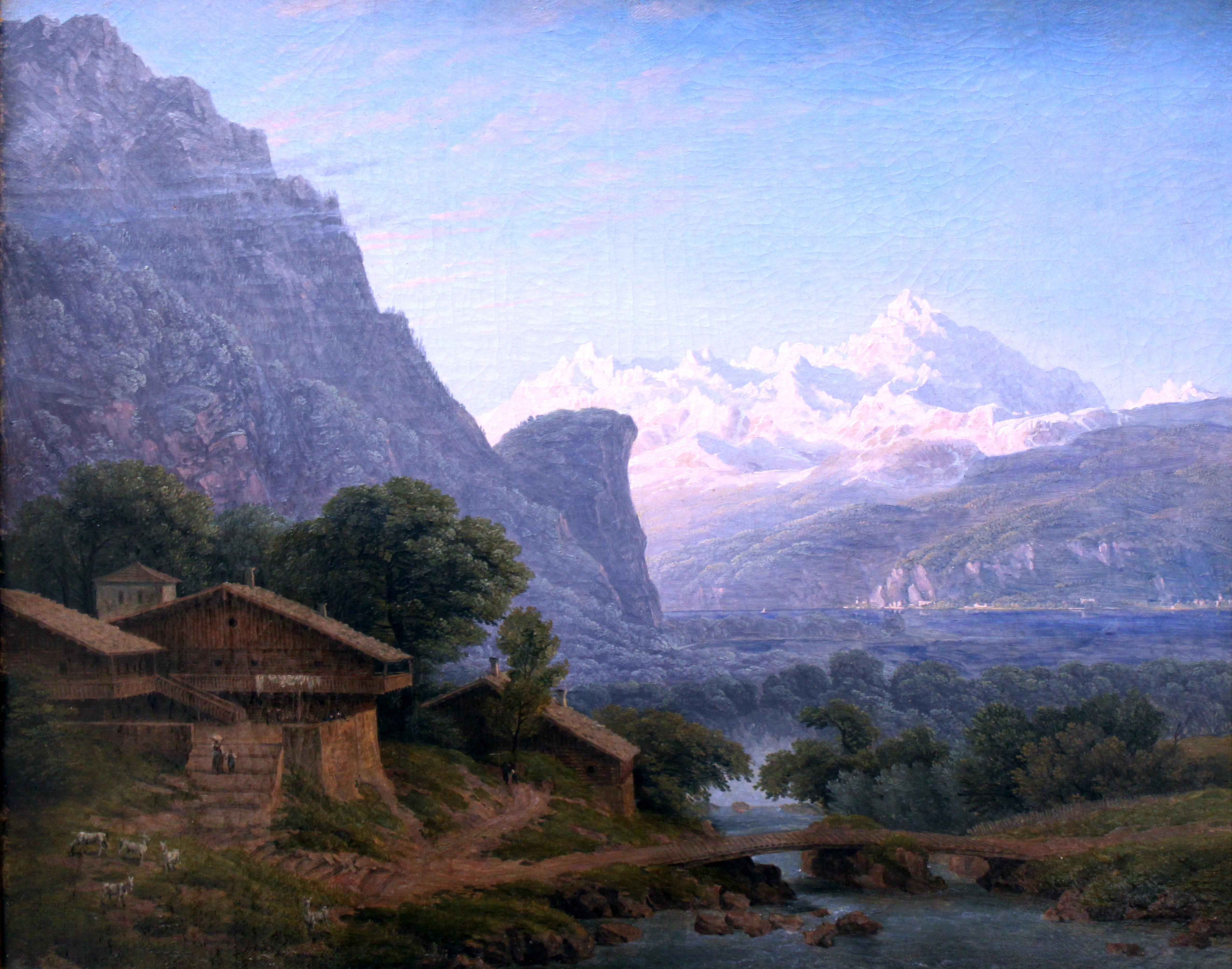
Vista do Mont Blanc, 1813
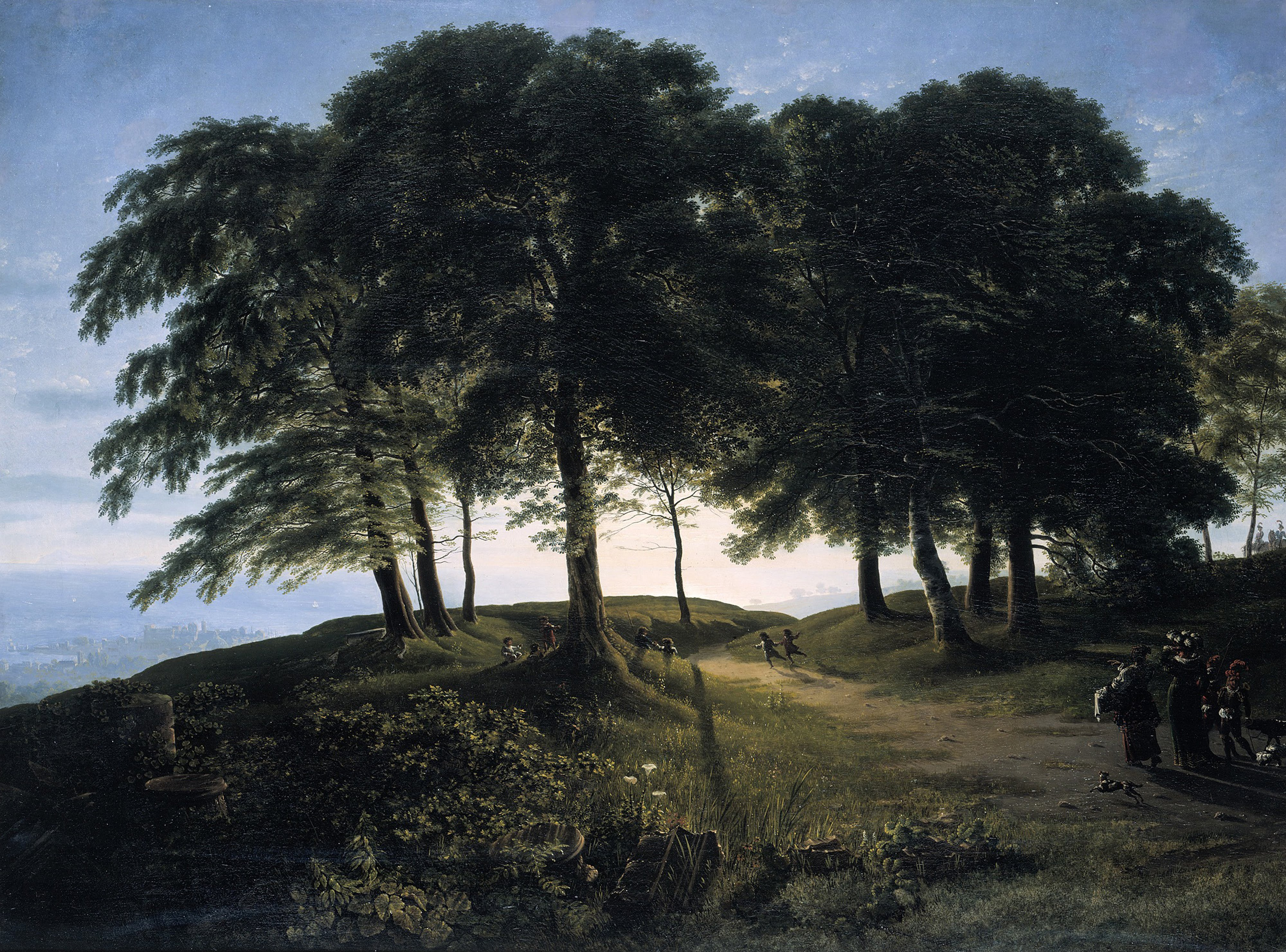
Manhã, 1813
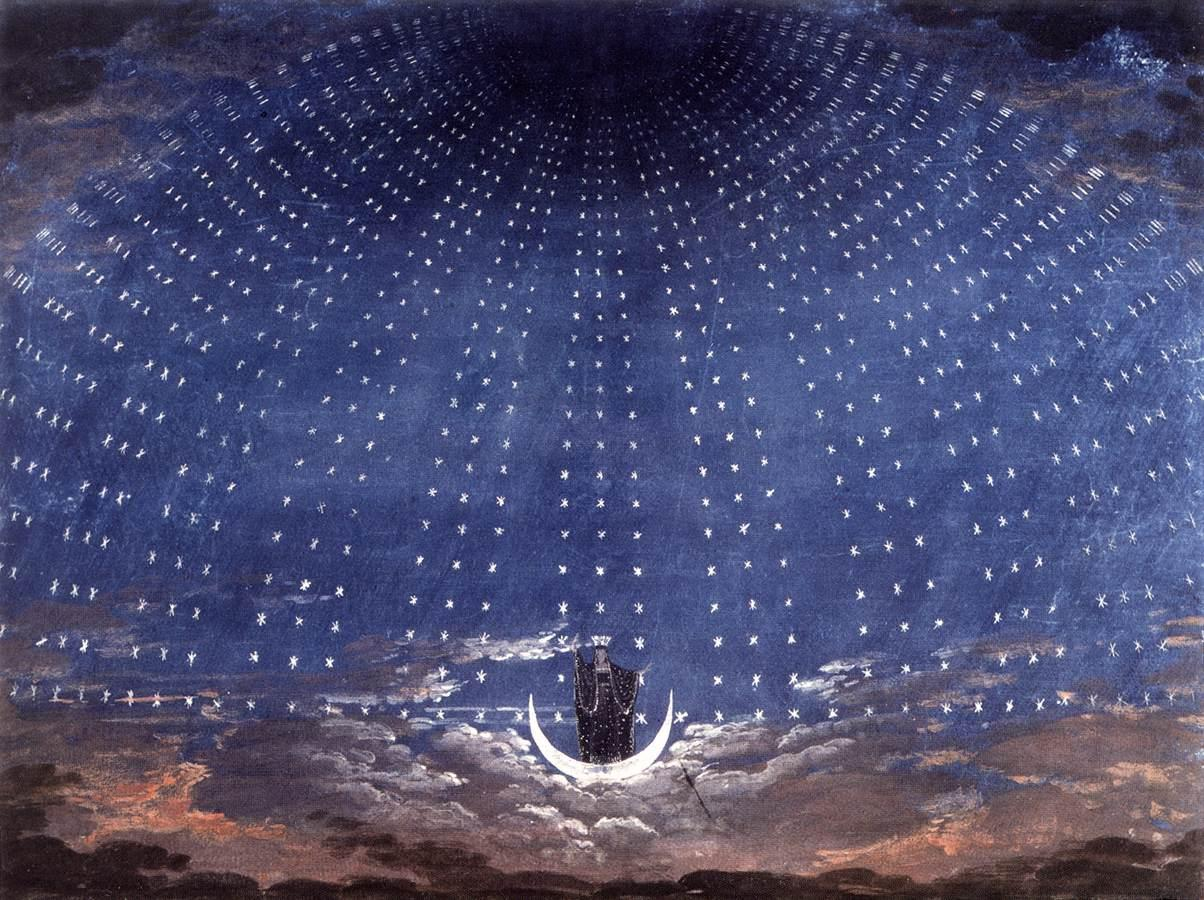
Palco de Karl Friedrich Schinkel para a Flauta Mágica de Mozart, 1815
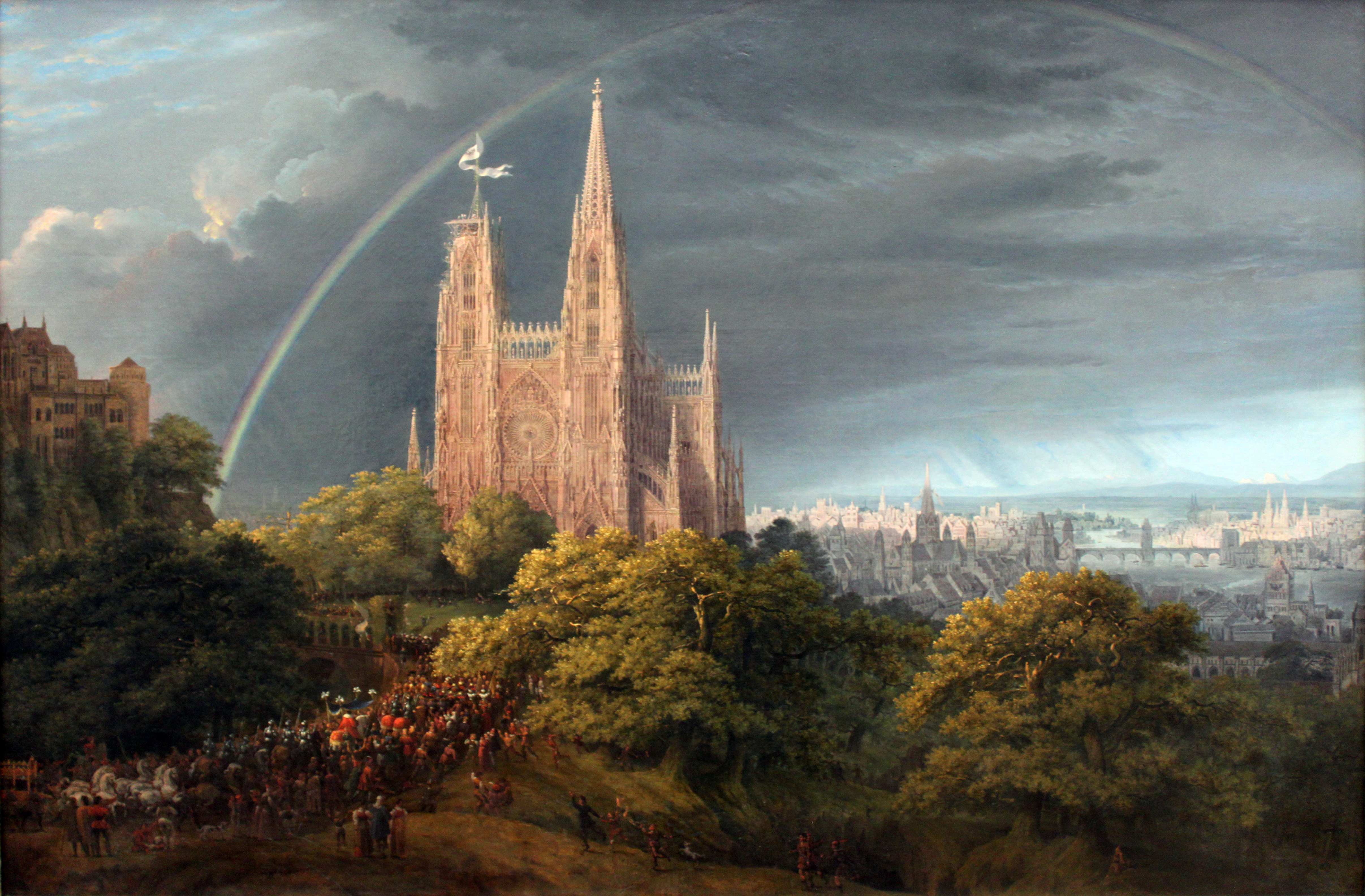
Cidade medieval, 1815
Arco da Rocha, 1818
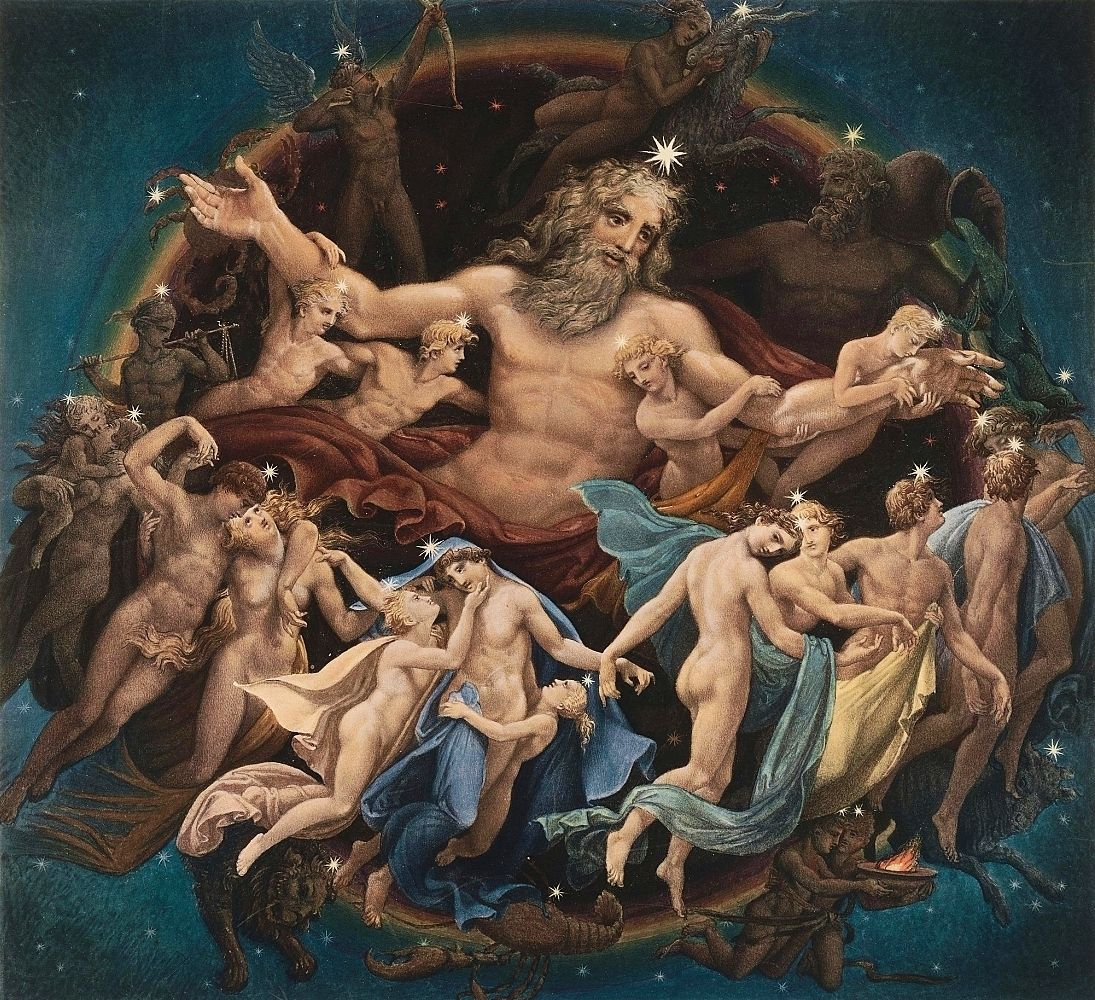
Urano e a Dança das Estrelas, 1834
Christian Peter Wilhelm Beuth, 1837 (Alegoria da renovação industrial da Prússia)

## Edifícios

Seleção de obras de Karl Friedrich Schinkel
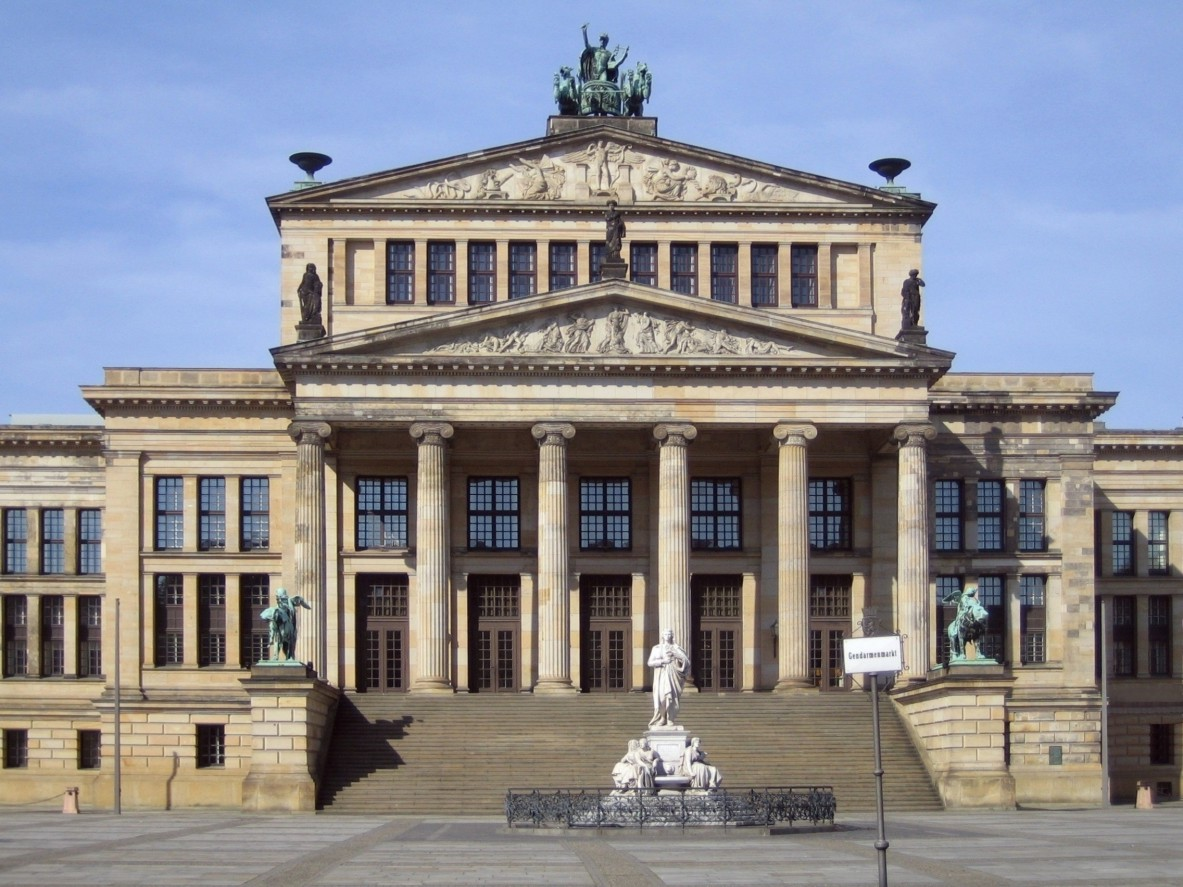
Konzerthaus, Berlin
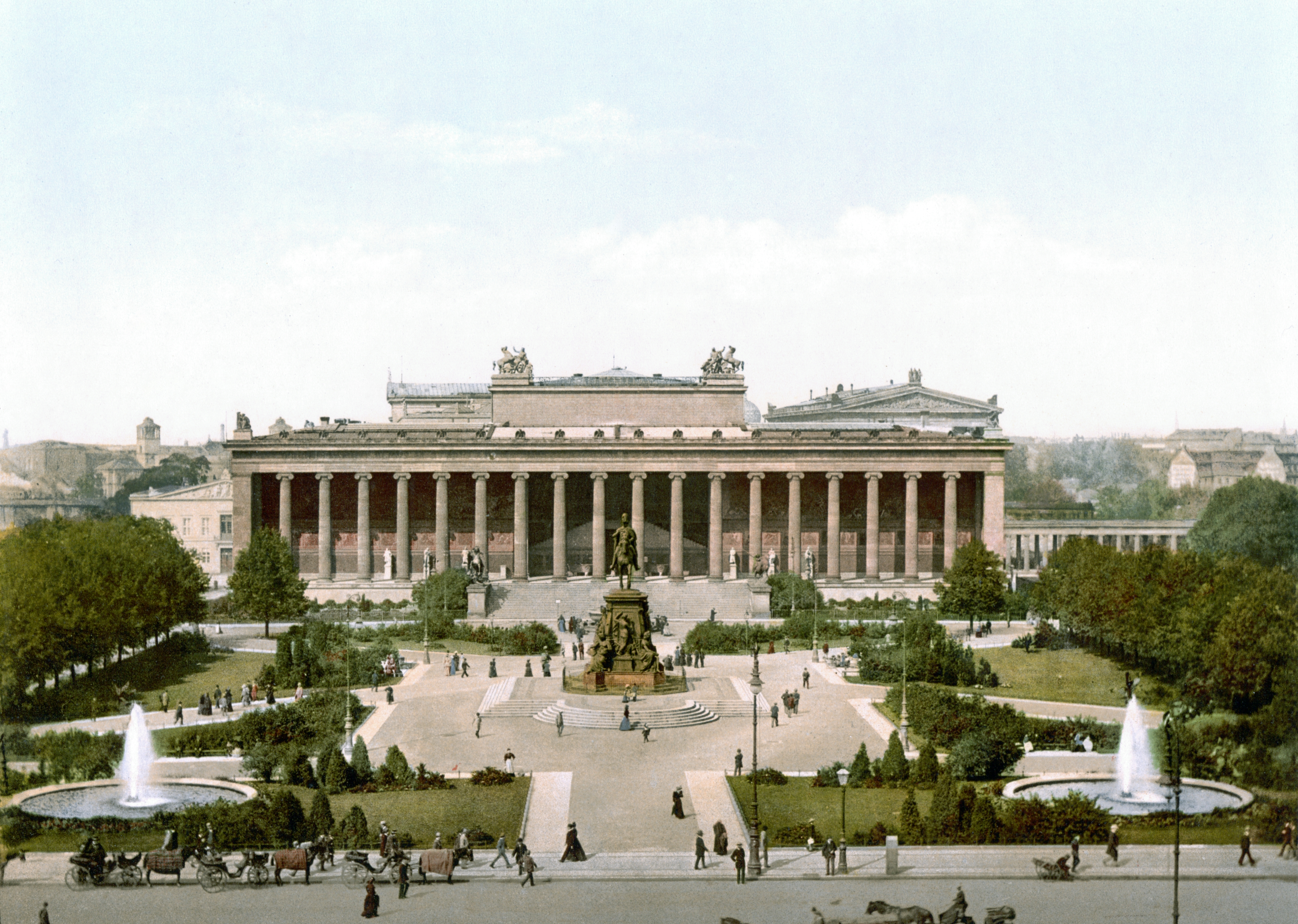
Altes Museum
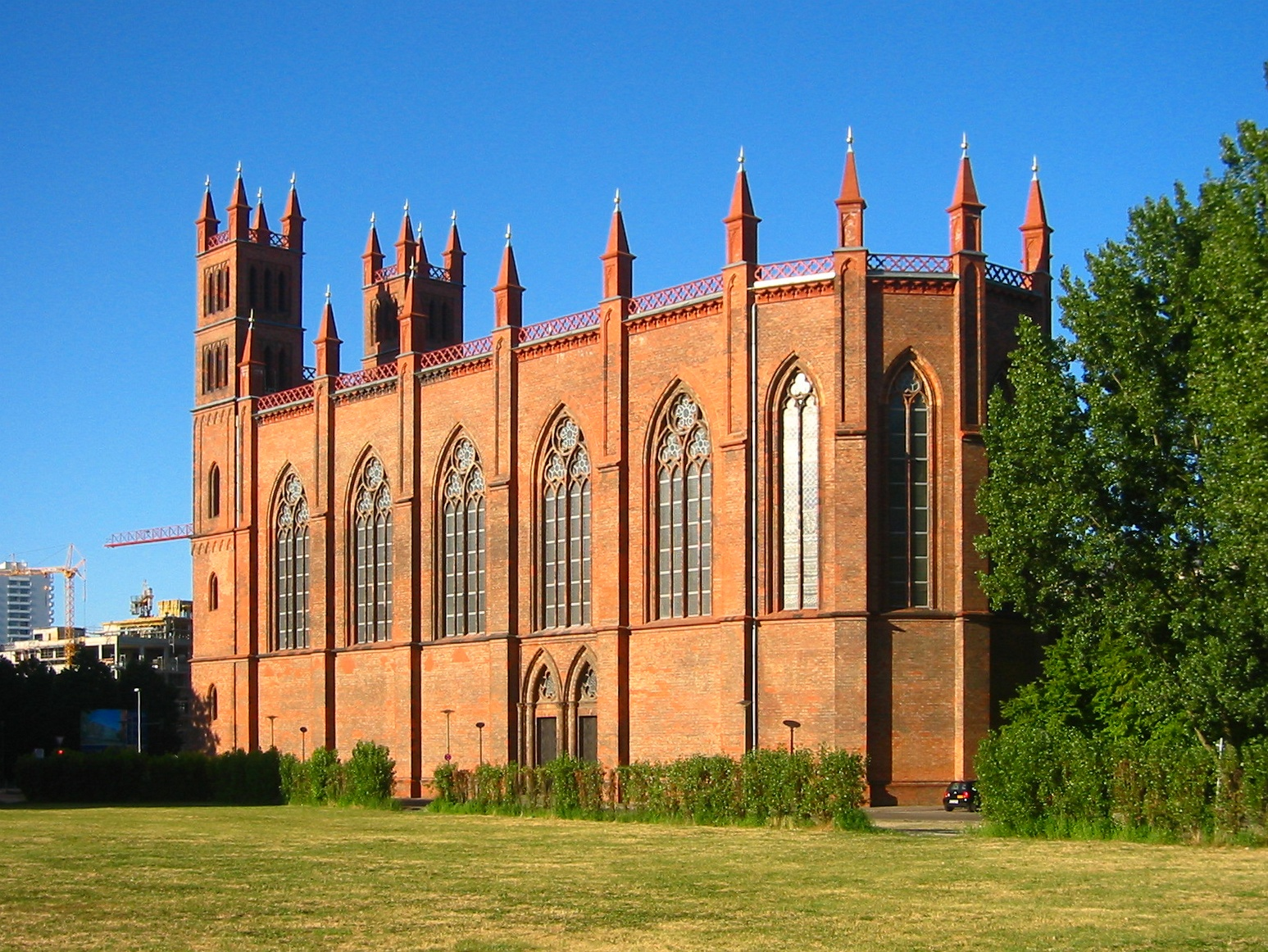
Friedrichswerdersche Kirche
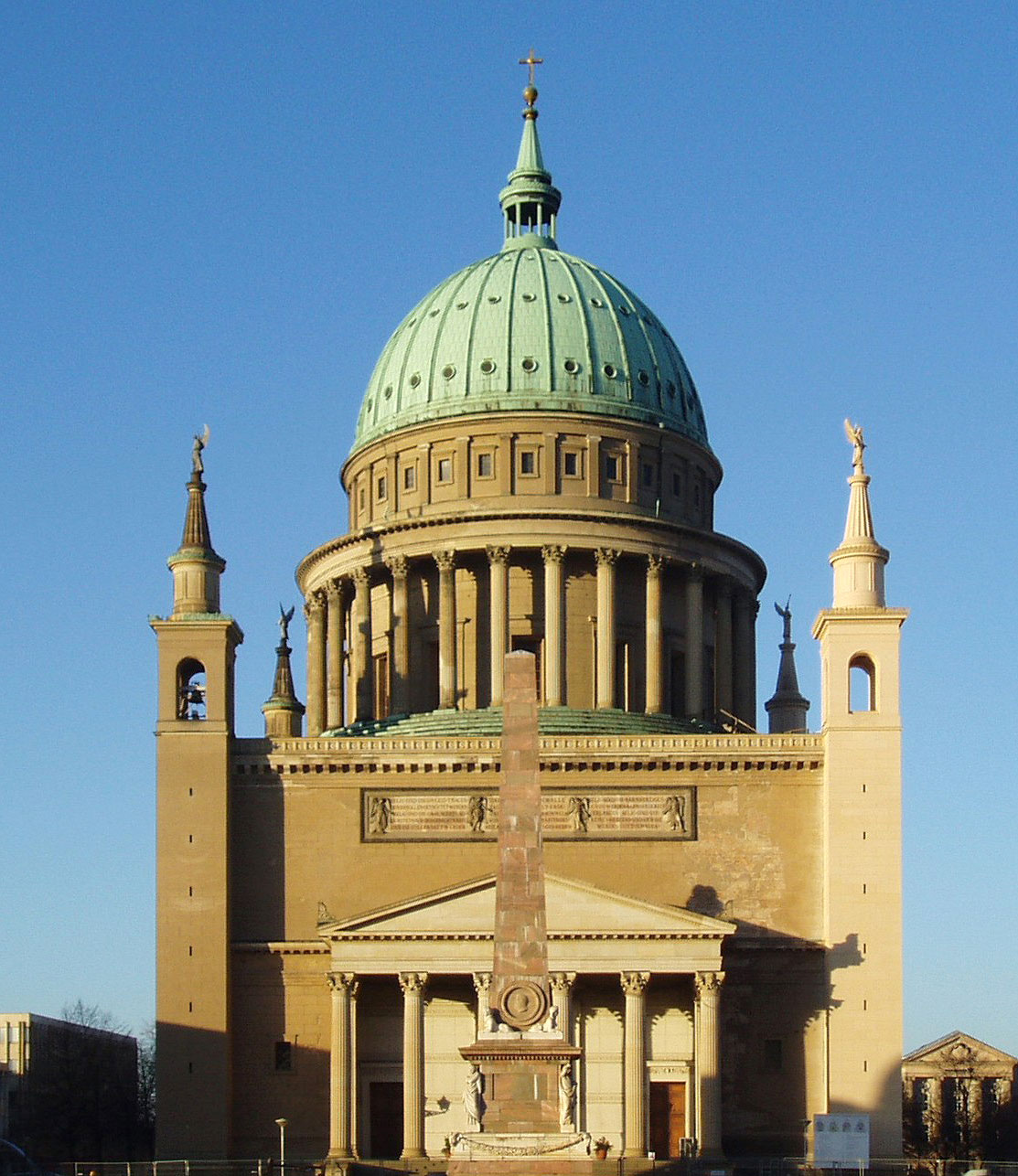
Potsdam Nikolaikirche
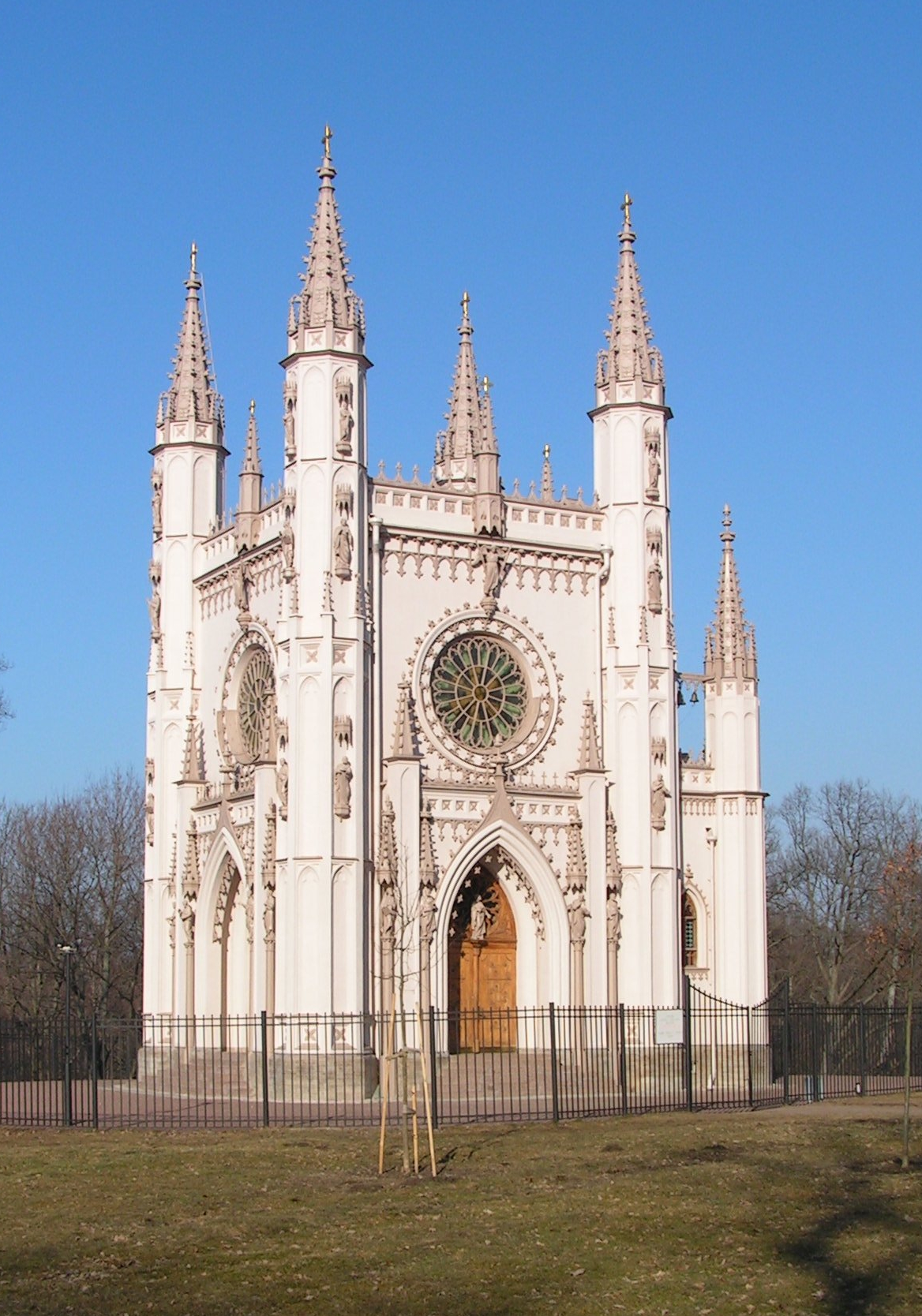
Capela de Alexander Nevsky, Peterhof, Rússia
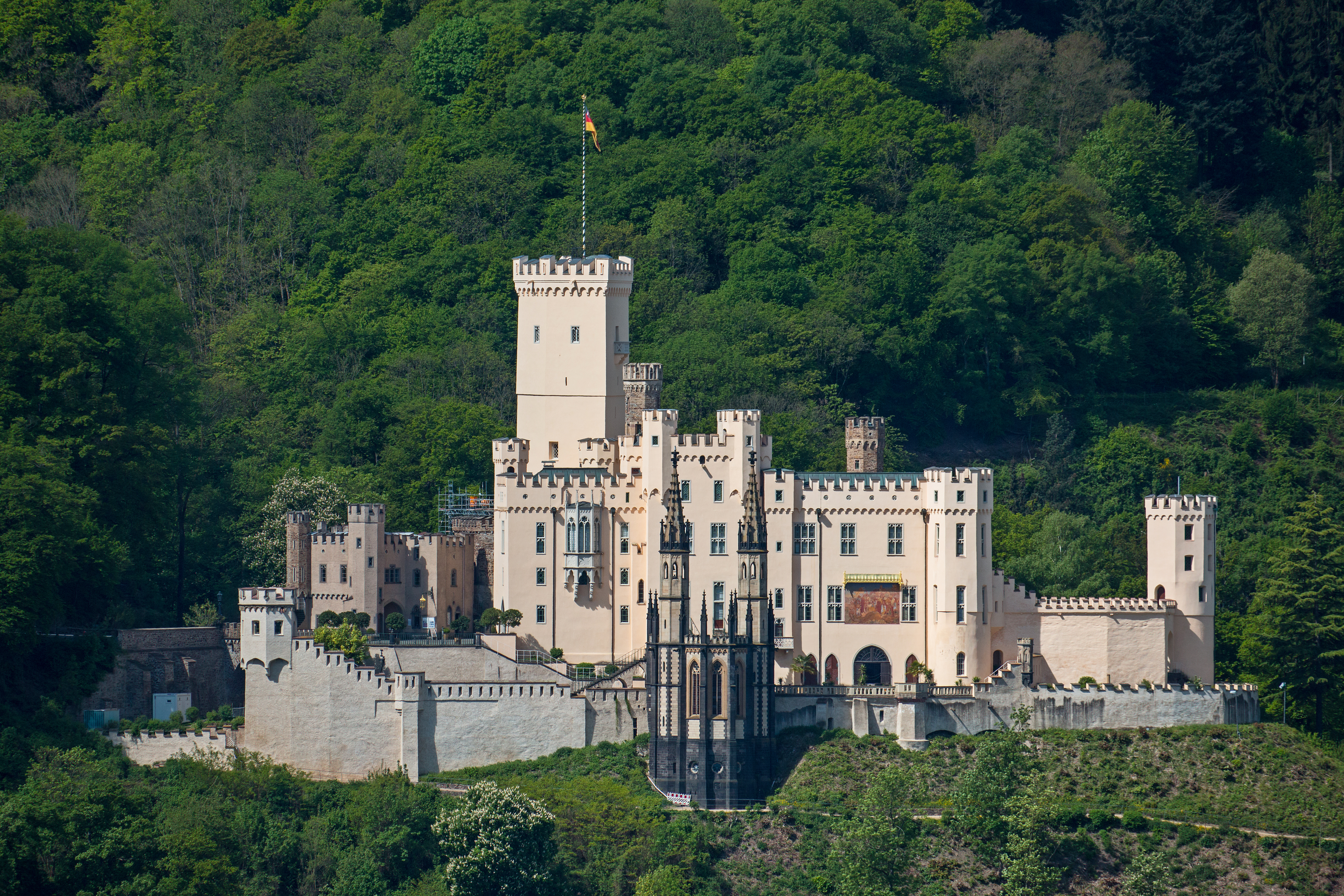
Schloss Stolzenfels